# کینگستون (جزیره نورفلک)
کینگستون پایتخت جزیره نورفلک در قاره اقیانوسیه می‌باشد. 
این شهر در تاریخ ۶ مارس ۱۷۸۸ توسط فیلیپ گیلدی و ۲۲ مهاجر (شامل حداقل ۹ مرد و ۶ زن) ایجاد شده‌است.

## نگارخانه

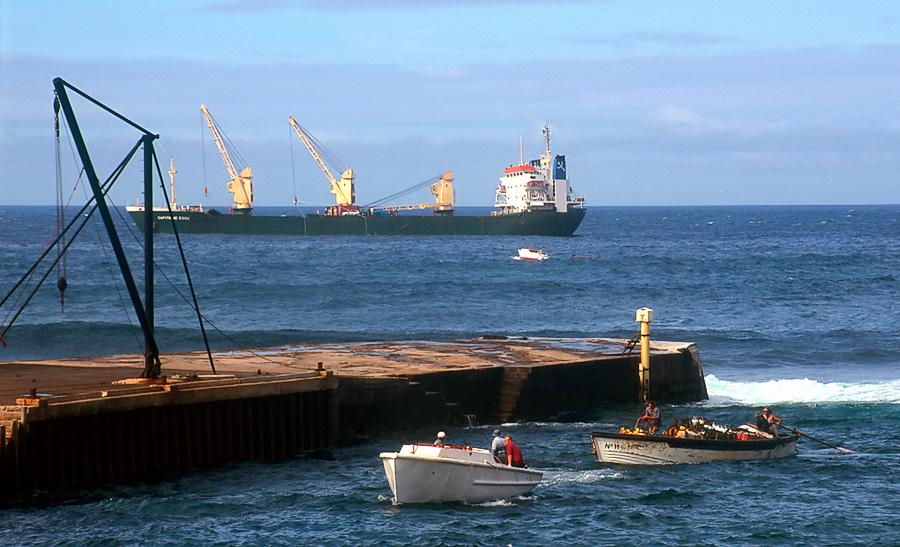
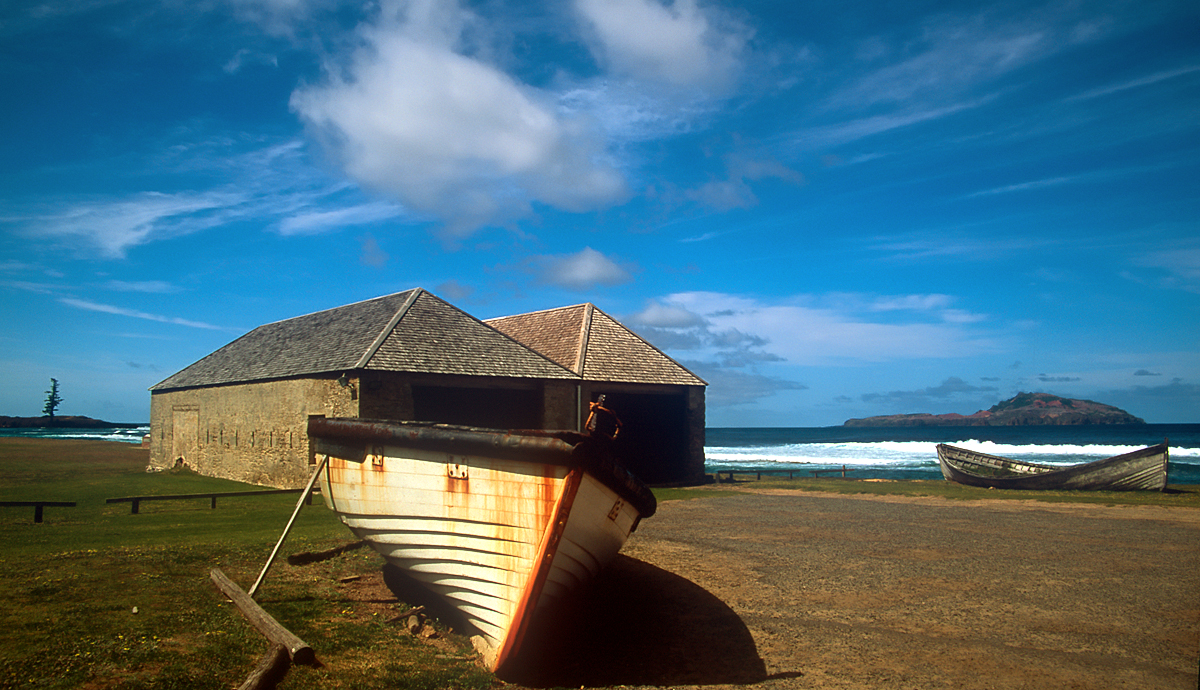
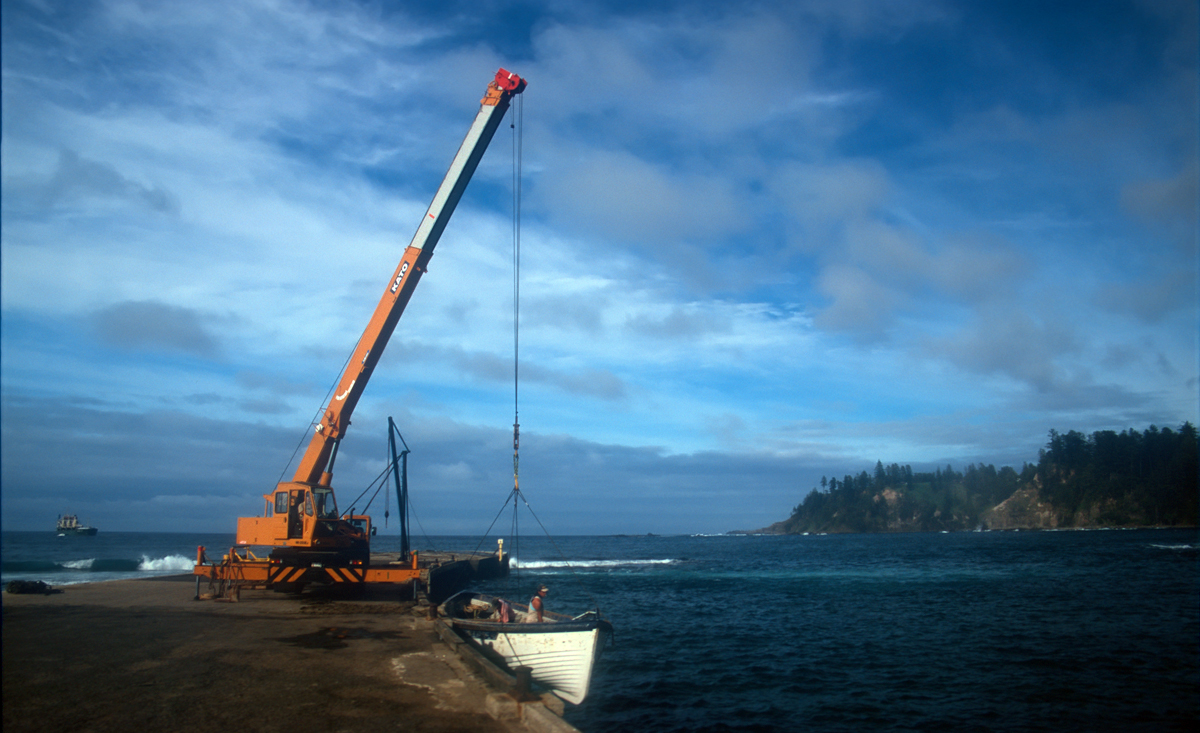